# 2,3-二氢噻吩
2,3-二氢噻吩是一种杂环化合物和有机硫化合物，化学式为SC4H6。它和更对称的2,5-二氢噻吩是异构体。二氢噻吩的两种异构体都是无色液体，气味类似于硫醚。就反应性而言，这两种异构体都表现出烯烃和硫醚的特征，它们可以在碳原子上发生加成反应，在硫原子上则可以发生氧化反应。反之，噻吩不会进行这两种反应。

## 自然界中的二氢噻吩
二氢噻吩导致白松露散发出独特的香气。它的主要成分是3-甲基-4,5-二氢噻吩（又称4-甲基-2,3-二氢噻吩），由松露子实体中的细菌菌落产生。